# Jackass 3D
Jackass 3D (auf Blu-ray und DVD Jackass 3) ist ein US-amerikanischer 3D-Film aus dem Jahr 2010 und ist nach Jackass: The Movie und Jackass: Nummer Zwei der dritte Film, der auf der MTV-Serie Jackass basiert. Mit Ausnahme von Brandon DiCamillo und Raab Himself spielt die komplette Stammbesetzung der Serie und der zwei Vorgängerfilme mit.

## Handlung
Vor Beginn des eigentlichen Films geben Beavis and Butt-Head eine Einführung in die 3D-Technik, die hinter dem Film steckt. Ansonsten hält sich Jackass 3D an das Konzept der Serie und der zwei Vorgängerfilme und reiht ohne Handlung und Zusammenhang verschiedene  Stunts und Streiche aneinander.

## Gaststars
- Brandon Novak
- The Dudesons
- Britney Spears
- Seann William Scott
- Edward Barbanell
- Rake Yohn
- Mike Judge (als Stimme von Beavis and Butt-Head)
- Rip Taylor

Weiterhin haben Johnny Knoxvilles Tochter Madison und sein Sohn Roco einen kleinen Auftritt im Abspann des Films.

## Soundtrack

### Hintergrund
Das Lied If Youre Gonna Be Dumb You Gotta Be Tough wurde zum dritten Mal für einen Jackassfilm neu gesungen. Folgende Songs waren nicht auf dem Soundtrack zu hören: Boom Boom Pow von The Black Eyed Peas, Electric Avenue von Eddy Grant und Margaritaville von Jimmy Buffett.
Der Soundtrack des Films umfasst dreizehn Titel:
1. Corona (Jackass Opera Mix) – Squeak E. Clean
2. The Kids Are Back – Twisted Sister
3. If Youre Gonna Be Dumb You Gotta Be Tough – Karen O
4. Memories (feat. The Cast of Jackass) – Weezer
5. Party In My Pants – Roger Alan Wade
6. Invisible Man – Smut Peddlers
7. I'm Shakin'  – The Blasters
8. I Got Your Number – Cock Sparrer
9. You Can't Roller Skate In a Buffalo Herd – Roger Miller
10. Been Blown to Shreds Sassafras
11. Brand New Key – Melanie
12. Alcohol – Gang Green
13. Afterworld – CKY

## Trivia
- Laut einem Interview der Zeitschrift The European mit Johnny Knoxville und Jeff Tremaine verletzte sich eines der Mitglieder der Jackass-Truppe, Loomis Fall, nachdem er mit einem aufgeklappten Regenschirm hinter einer Flugzeugturbine gestanden und versucht hatte, auf ein Trampolin zu springen.

- Schauspieler Sean William Scott, welcher in diesem Film nur einen kleinen Cameo-Auftritt hatte, stand mit Johnny Knoxville schon in der Komödie Ein Duke kommt selten allein (2005) zusammen vor der Kamera.

## Jackass 3.5
Da auch für Jackass 3D mehr Szenen gedreht wurden, als im Film verwendet werden konnten, entstand aus dem bisher nicht verwendeten Material sowie aus weiteren speziell gedrehten Stunts Jackass 3.5. Dieser wurde zunächst als Video im Internet veröffentlicht. Ab dem 14. Juni 2011 war Jackass 3.5 in den USA und ab dem 7. Juli 2011 in Deutschland auf DVD erhältlich.